# تيسون سانت جيمس
تيسون سانت جيمس هو لاعب كرة قدم كندية كندي، ولد في 5 يونيو 1975 في نانيامو إي في كندا.